# Высшие должности Иерусалимского королевства
В Иерусалимском королевстве существовало шесть ключевых должностей: коннетабль, маршал, сенешаль, камергер, кравчий и канцлер. Также в разное время существовали должности бальи, виконтов и кастелянов. Эта система высших должностей повторяла систему, существовавшую в XI веке во Французском королевстве — на родине первых иерусалимских монархов. При этом, если во Франции и в Англии система высших чинов продолжала развиваться, в более архаичном Иерусалимском королевстве она оставалась практически неизменной на всем протяжении его истории.
После падения королевства (1291), короли Кипра из династии Лузиньянов, считавшие себя наследниками иерусалимской короны, продолжали присваивать своим приближенным почетные чины Иерусалимского королевства.
Приведенные ниже списки должностных лиц не являются исчерпывающе полными: не обо всех обладателях высших чинов сохранились известия, также не всегда известны даты начала и окончания службы.

## Коннетабли
Коннетабль (лат. constabularius, фр. connétable) командовал армией, отвечал за сбор наемников и являлся судьей по делам, относящимся к военной сфере. Это наиболее важная должность: фактически коннетабль — второе лицо государства после короля.
- Симон (1108—1115)
- Гуго Каулис (ок. 1120)
- Евстахий I де Гренье, граф Сидона (ок. 1123)
- Гильом I де Бюр, князь Галилейский (1123—ок. 1141)
- Манассия де Йерж (1144—1151)
- Онфруа II, сеньор Торона (1152—1179)
- Амори II де Лузиньян (ок. 1179—1194)
- Жан I Ибелин, сеньор Бейрута (1194—1205)
- Готье де Монбельяр (1206—1211)
- Эд де Монбельяр, князь Галилейский (1220—1244)
- Филипп де Монфор, сеньор Торона (ок. 1244)
- Жан Ибелин, сеньор Арсуфа (1251—1258)
- Гильом, сеньор Батруна (1258—1262)
- Балиан Ибелин, сеньор Арсуфа (1268—1277)
- Ришар де Нёблан (ок. 1277)
- Симон де Монтолиф (ок. 1284)
- Амори II де Лузиньян, сеньор Тира (1285—1300)
- Филипп Брауншвейг-Грубенхагенский (ок. 1359)
- Пьер де Лузиньян (ок. 1415)

## Маршалы
Маршал (лат. marescalcus, фр. maréchal) подчинялся коннетаблю и отвечал в армии за лошадей, командовал наемниками и распределял добычу после победы.
- Садон (1125—1154)
- Эд де Сент-Аман (1155—1156)
- Жослен III де Куртене, титулярный граф Эдессы (1156—1159)
- Гильом (1159—1171)
- Жерар де Пужи (1169—1174)
- Жан (ок. 1179)
- Жерар де Ридфор (ок. 1179)
- Готье Дюрус (1185—1192)
- Гуго Мартен (ок. 1191)
- Арнульф (ок. 1193)
- Жан (1194—1200)
- Эмар де Лейрон (ок. 1206)
- Жак де Дурне (1211—1217)
- Риккардо Филангьери (1231—1242)
- Филипп де Коси (ок. 1250)
- Жоффруа де Сержин (ок. 1254)
- Жан де Жибле (1261—1262)
- Гильом Кане (1269—1273)
- Жак Видаль (ок. 1277)

## Сенешали
Сенешаль (лат. senescalcus, фр. sénéchal) председательствовал в Верховном суде в случае отсутствия короля, управлял королевскими замками, заведовал финансами и сбором налогов, руководил церемонией коронации.
- Гуго де Сент-Омер, князь Галилейский (ок. 1100—1104)
- Жерве де Базош, князь Галилейский (ок. 1104—1108)
- Гуго Готард (ок. 1112)
- Ансгарий (ок. 1122)
- Исаак (ок. 1149)
- Жан (ок. 1151)
- Ги де Милли (ок. 1164)
- Миль де Планси, сеньор Трансиордании (ок. 1168—1174)
- Рауль (ок. 1176)
- Жослен III де Куртене, титулярный граф Эдессы (1176—1190)
- Оберт Непо (1187—ок. 1192)
- Рауль де Сент-Омер, титулярный князь Галилейский (1194—1220)
- Раймунд де Жибле (ок. 1240)
- Балдуин Ибелин (ок. 1256)
- Жоффруа де Сержин (1254—ок. 1269)
- Оливье де Термес (ок. 1269)
- Роберт де Креск (ок. 1269)
- Жан I де Грайи (1272—1276)
- Эд Пуальшьен (ок. 1277)

## Камергеры
Камергер («дворецкий»; лат. camerarius, фр. chambellan) управлял королевским домом и слугами.
- Страбулон (ок. 1099)
- Жоффруа (ок. 1099)
- Жерар (1108—1115)
- Жан (1119—1128)
- Рауль (1129—1130)
- Жослен (ок. 1138)
- Миль (ок. 1138)
- Николя (1150—1152)
- Жовен де Ла Рош (ок. 1156)
- Жерар де Пужи (ок. 1169)
- Амори II де Лузиньян (1175—1178)
- Жан (ок. 1179)
- Раймунд (ок. 1184)
- Балиан II Ибелин, сеньор Ибелина и Наблуса (1183—1185)
- Фома (1190—1197)
- Генрих из Канелли (ок. 1192)
- Жан (ок. 1194)
- Рохард II, сеньор Хайфы (1201—1220)
- Рено Хайфский (1230—1232)
- Жан де Коси (1232—1250)
- Филипп де Коси (1250—1269)

## Кравчие
Кравчий («виночерпий»; лат. botellarius, фр. bouteiller) отвечал, по всей видимости, за королевский стол и королевские виноградники. После падения Иерусалима и перенесения столицы в Акко (1191) должность более не упоминается.
- Винрих (ок. 1099)
- Жерве (ок. 1107)
- Пайен (1120—1136)
- Роберт Криспен (1145—1146)
- Гуго де Сент-Аман (1164—1167)
- Миль (1185—1186)

## Канцлеры
Канцлер (лат. cancellarius, фр. chancelier) выполнял функции королевского секретаря и руководил королевской канцелярией, состоявшей лишь из нескольких писцов. Отсутствие центрального бюрократического аппарата (и связанное с этим относительно низкое значение канцлера в государственной иерархии) было следствием общей децентрализованности королевства. Как правило, канцлерами становились представители духовенства, которые получали впоследствии сан епископа, но продолжали выполнять прежние обязанности.
- Арнульф
- Пайен (1115—1128)
- Амелин (ок. 1130)
- Франкон (1133—ок. 1135)
- Илия (1136—1142)
- Рауль, епископ Вифлеемский (1146—1174)
- Фредерик де Ла Рош, архиепископ Тирский (ок. 1150)
- Вильгельм, архиепископ Тирский (1174—1183)
- Ламберт (ок. 1177)
- Бандин (1188—1192)
- Петр Ангулемский, епископ Триполийский (1185—1192)
- Эд (ок. 1190)
- Иосия, архиепископ Тирский (1192—1200)
- Рауль, епископ Сидонский (1206—1212)
- Симон, архиепископ Тирский (1226—1227)
- Мареньян (ок. 1234)

## Бальи
Бальи (фр. bailli ) исполнял обязанности управления королевством в случае отсутствия или недееспособности короля. Особое значение должность приобрела в XIII веке, когда иерусалимский трон занимали монархи, постоянно пребывавшие в Европе.
- Евстахий I де Гренье, граф Сидона (1123)
- Гильом I де Бюр, князь Галилейский (1123—1124)
- Миль де Планси, сеньор Трансиордании (1173)
- Раймунд III, граф Триполи (1173—1177)
- Рено де Шатильон, сеньор Хеврона и Трансиордании (1177)
- Ги де Лузиньян, граф Яффы и Аскалона (1183—1185)
- Раймунд III, граф Триполи (1186)
- Жан I Ибелин, сеньор Бейрута (1206—1210)
- Эд де Монбельяр, князь Галилейский (1223—1227)
- Томмазо (1227—1228)
- Рикардо Филангьери (1231—1242, в Тире)
- Эд де Монбельяр (1236—1240, в Акко)
- Жан Ибелин, сеньор Арсуфа (1246—1248)
- Жан Финон (1248—1249)
- Жан Ибелин, сеньор Арсуфа (1249—1254)
- Жан Ибелин, граф Яффы (1254—1256)
- Жан Ибелин, сеньор Арсуфа (1256—1258)
- Жоффруа де Сержин (1259—1261)
- Балиан Ибелин, сеньор Арсуфа (1276—1277)
- Рожер Сансеверино (1277—1281)
- Эд Пуальшьен (1281—1286)
- Балдуин Ибелин (1286—1289)